# Сидоров, Анатолий Алексеевич (геолог)
Анатолий Алексеевич Сидоров (1 августа 1932 — 29 августа 2021) — учёный-геолог, специалист в области геологии рудных месторождений, член-корреспондент РАН, лауреат премии имени В. А. Обручева (1991).

## Биография
Родился 1 августа 1932 года в с. Перфилово (сейчас это — территория Иркутской области).
В 1953 году — окончил геолого-разведочный факультет Иркутского горно-металлургического института, затем в течение трёх лет работал начальником поисковой партии Чаунского РайГРУ (Певек, Чукотка).
В период с 1955 по 1957 годы — открыл ряд золото-серебряных месторождений и рудопроявлений. Оруденение этого типа не было изучено и оценено в пределах Северо-Востока России. Результаты исследований этих месторождений: производственные отчёты, публикации, 2 монографии («Золото-серебряное оруденение Центральной Чукотки». М. Наука, 1966 и «Золото-серебряная формация Восточно-Азиатских вулканогенных поясов». Магадан. 1978) — были пионерными. По результатам этих работ в 1965 году — защитил кандидатскую, а в 1973 году — докторскую диссертацию.
В 1971 году — принимал участие в организации лаборатории геологии благородных металлов СВКНИИ ДВНЦ АН СССР в Магадане, и проработал заведующим ею восемь лет.
В 1980 году — принимал участие в организации отдела геологии золота Востока СССР в ЦНИГРИ Мингео СССР в Москве, затем работал заведующим этого отдела.
С 1985 по 1993 годы — директор СВКНИИ, организовал Северо-Восточный комплексный научно-исследовательский институт ДВО РАН, и в 1990 году — был избран его председателем.
С 1983 по 1984 годы — совмещал основную работу с должностью руководителя народных университетов обществ «Знание» Советского района Москвы.
С 1985 по 1993 годы — председатель Северо-Восточного отделения Всесоюзного минералогического общества.
В 1990 году — избран членом-корреспондентом АН СССР.
В 1991 году — избран членом-корреспондентом РАН.
Похоронен на Хованском кладбище.

## Научная деятельность
При его активном участии были созданы новые концепции «докембрийских праформаций», «полных и редуцированных рудноформационных рядов», показано родство и особенности источников минерального вещества месторождений разных минеральных типов в пределах каждого рудноформационного ряда; выявлены закономерности прогрессивной реювенации оруденения регионального масштаба.
На основе этих данных были написаны монографии:
- «Рудные формации и эволюционно-исторический анализ благороднометалльного оруденения» (1998)
- «Золоторудные гиганты России и мира» (в соавторстве с М. М. Константиновым, Е. М. Некрасовым, С. Ф. Стружковуым, 2000)
- «Уникальный золоторудный район Чукотки» (в соавторстве с А. В. Волковым, 2001)
- «Геология месторождений серебра» (в соавторстве с М. М. Константиновым, А. В. Костиным, 2003)
- «Месторождения золота и серебра Чукотки» (в соавторстве с А. В. Волковым, В. И. Гончаровым, 2006)

Автор более 300 публикаций, в том числе 15 монографий (11 из них в соавторстве) и 15 статей в различных зарубежных изданиях.

## Участие в научных организациях
- зам. главного редактора журнала «Вулканология и сейсмология»
- член редколлегии журналов «Колыма», «Материалы по геологии и полезным ископаемым Северо-Востока СССР», «Тихоокеанская геология», «Вестник Северо-Восточного научного центра ДВО РАН»
- член национального комитета Тихоокеанской научной ассоциации, Международной ассоциации по генезису рудных месторождений

## Награды
- Премия имени В. А. Обручева (совместно с М. М. Константиновым, Р. А. Ерёминым, за 1991 год) — за монографию «Серебро-геология, минералогия, генезис, закономерности размещения месторождений»
- Медаль «В ознаменование 100-летия со дня рождения Владимира Ильича Ленина» (1970)
- Медаль «За трудовую доблесть» (1971)
- Орден «Знак Почёта» (1973) по представлению Мингео СССР за открытие и исследование золото-серебряного оруденения нового типа
- Медаль «Ветеран труда» (1985)
- Заслуженный деятель науки РСФСР (1991)
- Медаль «В память 850-летия Москвы» (1997)
- Значок ЦК ВЛКСМ «Молодому передовику производства» (1957)
- Знак «Отличник разведки недр» (1982)
- грамоты Президиума РАН и губернатора Магаданской области